# チャーチ・アベニュー駅 (INDカルバー線)
チャーチ・アベニュー駅（Church Avenue）はブルックリン区ケンジントンにあるニューヨーク市地下鉄 INDカルバー線の急行停車駅である。チャーチ・アベニュー - マクドナルド・アベニュー交差点付近にあり、終日F系統とG系統が停車する。G系統は当駅が終点である。

## 駅構造
| G                  | 地上階                                     | 出入口 |
| M                  | 改札階                                     | 改札、駅員詰所、メトロカード自動券売機 （チャーチ・アベニュー - マクドナルド・アベニュー交差点の北西角にエレベーターあり）          |
| P プラットホーム階 | 北行緩行線                                 | ← ジャマイカ-179丁目駅ゆき（フォート・ハミルトン・パークウェイ駅） ← コート・スクエア駅ゆき（フォート・ハミルトン・パークウェイ駅） |
| P プラットホーム階 | 島式ホーム、到着番線に応じた側のドアが開く | |
| P プラットホーム階 | 北行急行線                                 | ← ジャマイカ-179丁目駅ゆき（7番街駅）                                                                                               |
| P プラットホーム階 | 南行急行線                                 | → コニー・アイランド-スティルウェル・アベニュー駅ゆき（ディトマス・アベニュー駅）→ （定期列車なし：18番街駅）                       |
| P プラットホーム階 | 島式ホーム、到着番線に応じた側のドアが開く | |
| P プラットホーム階 | 南行緩行線                                 | → コニー・アイランド-スティルウェル・アベニュー駅ゆき（ディトマス・アベニュー駅）→ 到着線（降車専用）→                              |

チャーチ・アベニュー駅は島式ホーム2面4線の地下駅で、1933年10月7日に開業した。中央を走る2本の急行線は営業運転では使われていない。
ホーム壁面には水平にトスカーナ・レッドで縁取りしたマルーンの帯が引かれ、黒地に白で "CHURCH" とレタリングした小さな駅名標が帯の下に配されている。このタイル造りの帯はタイル2つ分の高さで引かれているが、これは通常は緩行線の駅で見られる形式である。ホームにはハンター・グリーンの柱が建てられ、ニューヨーク市地下鉄で標準的な黒地に白でレタリングした駅名標が取り付けられている。
駅の南側に4線のチャーチ・アベニュー車庫が隣接しており、G系統の列車の留置および折り返しに使われている。車庫への引込線の南では、南行緩行線が急行線に合流して3線になって勾配線を上り、ディトマス・アベニュー駅の手前で高架線になる。

### 出口
- 階段1つ、アルベマール・ロードとマクドナルド・アベニュー交差点南東[4]
- 階段1つ、アルベマール・ロードとマクドナルド・アベニュー交差点南西[4]
- 階段1つ、チャーチ・アベニューとマクドナルド・アベニュー交差点北東[4]
- エレベーター1基と階段1つ、チャーチ・アベニューとマクドナルド・アベニュー交差点北西[4]
- 階段1つ、チャーチ・アベニューとマクドナルド・アベニュー交差点南東[4]
- 階段1つ、チャーチ・アベニューとマクドナルド・アベニュー交差点南西[4]

## その他
チャーチ・アベニュー駅はテレビドラマや映画で地下鉄での銃撃戦シーンの撮影によく使われる。これは長いメザニンが撮影準備をするのに都合がよく、使われていない急行線に舞台となる車両を置くことができるので通常営業に影響が出ないためである。
1949年12月28日にニュージーランドの陸上選手ジャック・ラブロックが妻に体調不良を訴えた後に線路に転落し、入線してきた列車に轢かれて亡くなっている（彼はインフルエンザに罹っていたという）。

## ギャラリー

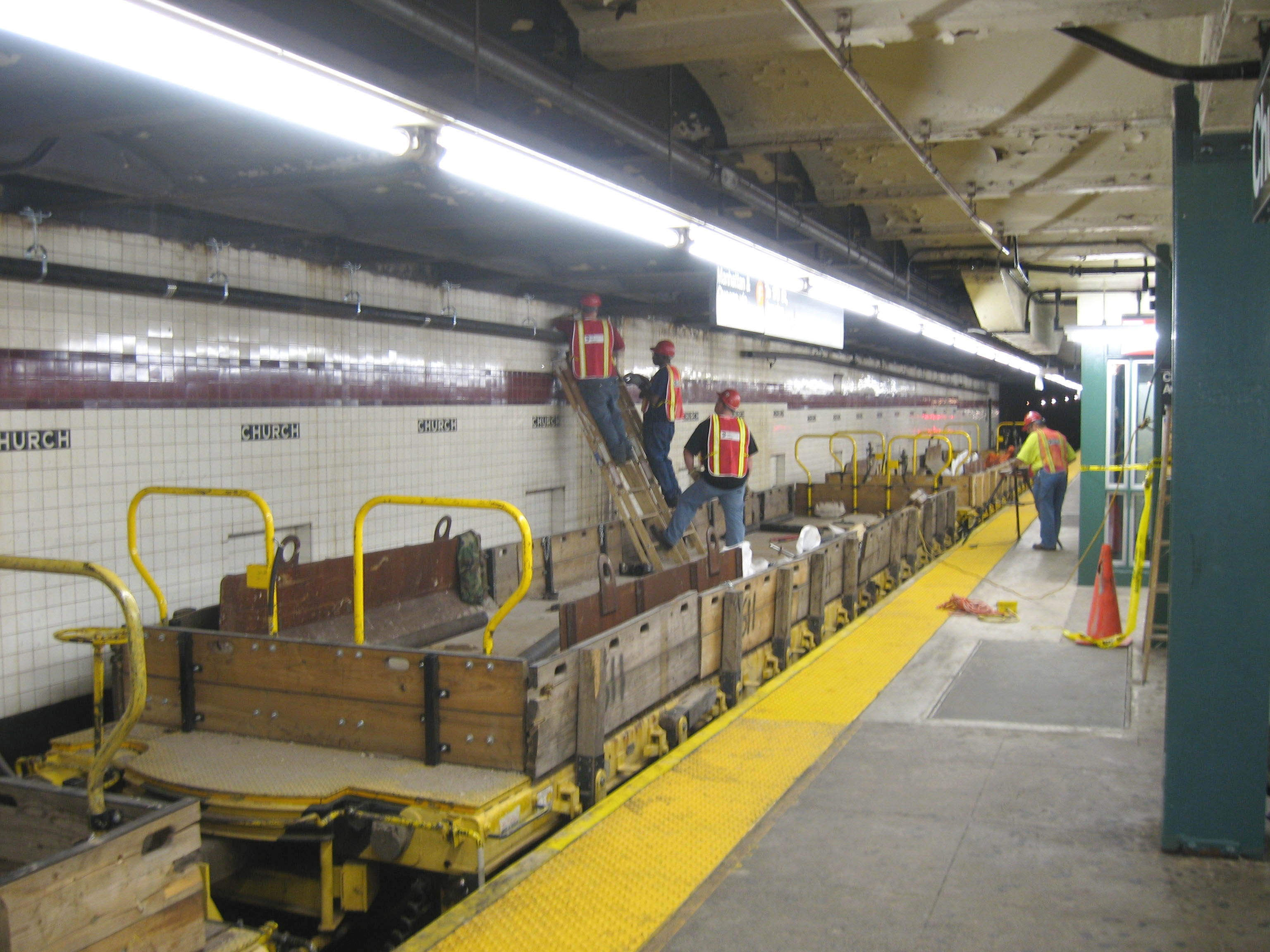
改修工事の様子
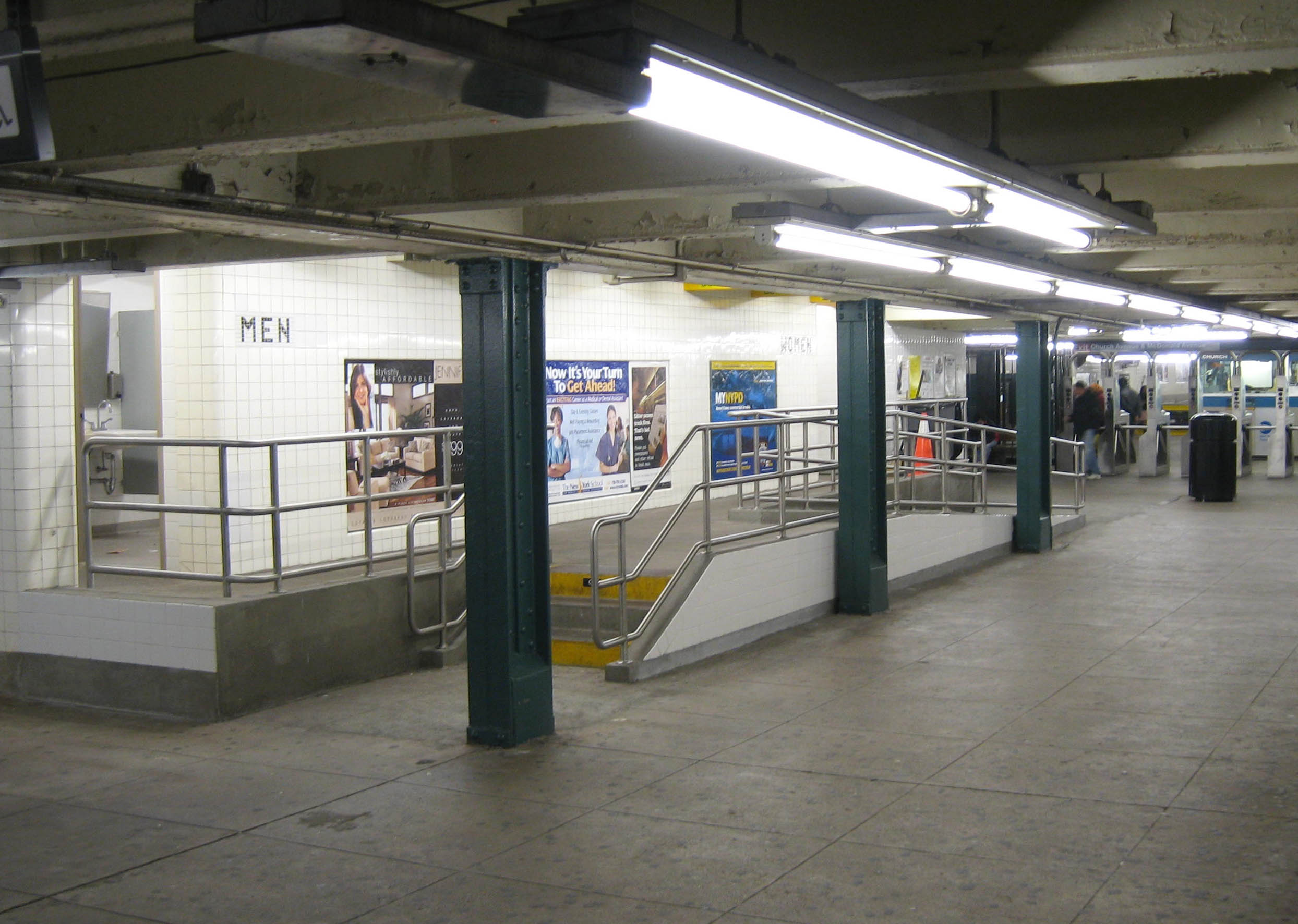
南側の化粧室
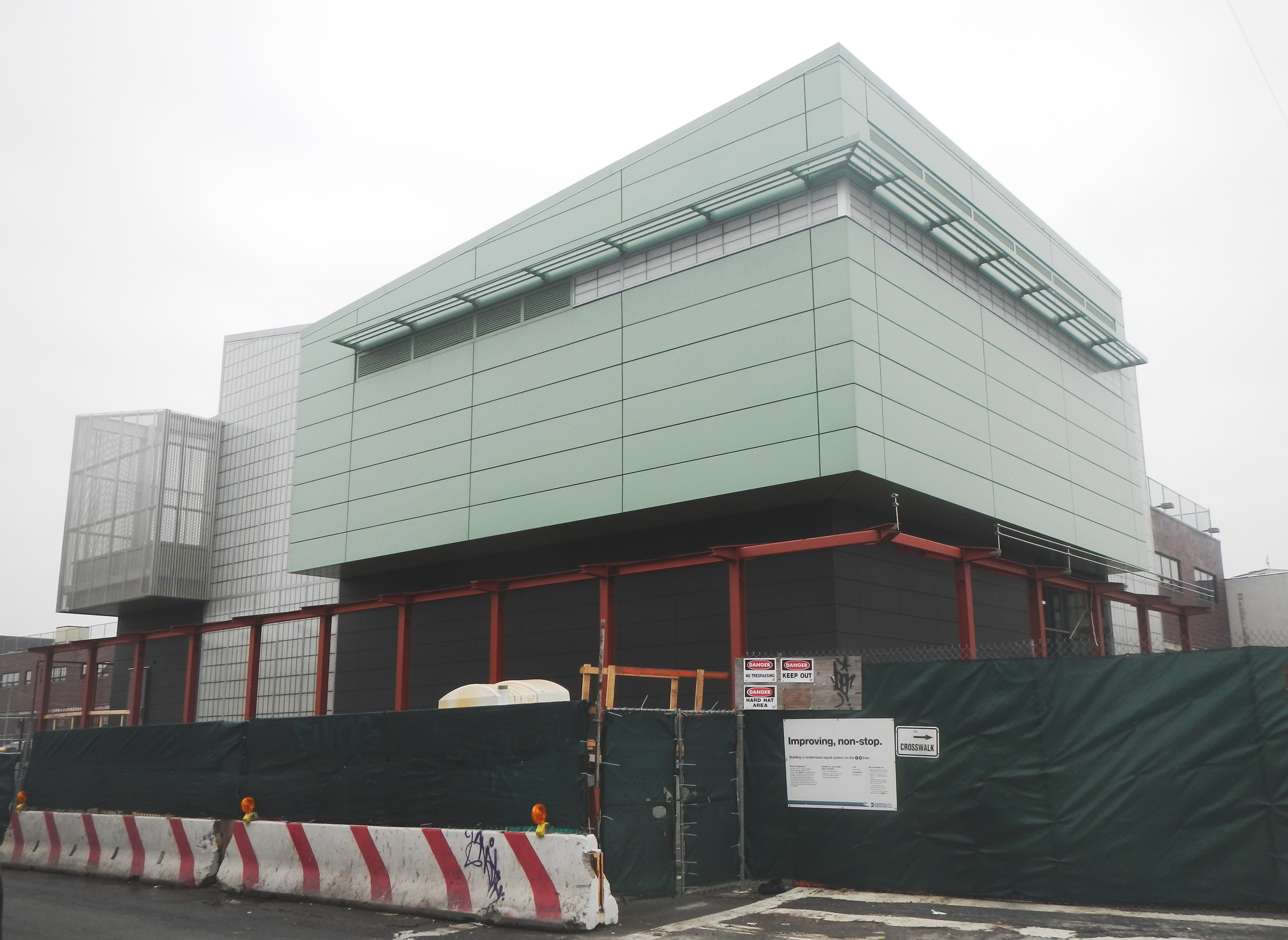
信号扱所